# 船頭さん
船頭さん（せんどうさん）は、1941年7月に発表された童謡である。戦時歌謡であったが、戦後歌詞の一部が改作され、一般向きの童謡として親しまれている。

## 概要
作詞は武内俊子、作曲は河村光陽。
太平洋戦争に突入する直前に発表された歌であるため、戦時色が強く、「60のおじいさんですら、村のため、お国のために休む暇なく働いているのだから、君たちも早く立派な人間になって、お国のために尽くしなさい」というメッセージが込められているという人もいる。
戦後2番の後半と3番が、峰田明彦によって改作され、牧歌的で微笑ましい渡し船の光景を歌った歌に改められている。

## 歌詞

### 戦前の原詞
1
村の渡しの船頭さんは
今年六十のお爺さん
年を取つてもお船を漕ぐ時は
元気いつぱい艪がしなる
それ　ぎつちら　ぎつちら　ぎつちらこ

2
雨の降る日も岸から岸へ
濡れて舟漕ぐお爺さん
今日も渡しでお馬が通る
あれは戰地へ行くお馬
それ　ぎつちら　ぎつちら　ぎつちらこ

3
村の御用やお國の御用
みんな急ぎの人ばかり
西へ東へ船頭さんは
休む暇なく舟を漕ぐ
それ　ぎつちら　ぎつちら　ぎつちらこ

### 戦後の改訂稿
1
村の渡しの船頭さんは
今年六十のお爺さん
年を取ってもお舟を漕ぐ時は
元気いっぱい艪がしなる
それ　ぎっちら　ぎっちら　ぎっちらこ
2
雨の降る日も　岸から岸へ
濡れて舟漕ぐ　お爺さん
今朝もかわいい　子馬を二匹
向こう牧場へ　乗せてった
それ　ぎっちら　ぎっちら　ぎっちらこ
3
川はきらきら　さざ波小波
渡すにこにこ　お爺さん
みんなにこにこ　ゆれゆれ渡る
どうもご苦労さんと　いって渡る
それ　ぎっちら　ぎっちら　ぎっちらこ